# راجر پنروز
سِر راجر پنروز (به انگلیسی: Sir Roger Penrose) (زاده ۸ اوت ۱۹۳۱)، ریاضی‌دان، ریاضی‌فیزیک‌دان، فیلسوف علم برجستهٔ انگلیسی و برنده نوبل فیریک ۲۰۲۰ است.
وی از دانشگاه کمبریج دکترا گرفته و استاد بازنشستهٔ دانشگاه آکسفورد است. او نظریهٔ جدید توییستر، را پیش نهاده‌است. اگر این نظریه ثابت شود، برخی قوانین اولیه فیزیک، از جمله جاذبه و نسبیت عام، بازتعریف خواهند شد. 
بسیاری از دانسته‌های بشر درباره سیاه‌چاله‌ها، مدیون کشفیات پنروز است. پنروز، خود، یا با دیگران، ازجمله فیزیک‌دان نظریه‌پرداز استیون هاوکینگ، قضایایی را در توصیف سیاه‌چاله‌ها به‌دست داده‌اند. اوست که ثابت کرده‌، ستاره‌ای که جرم زیادی دارد، پس از نابودی به سیاه‌چاله تبدیل خواهدشد.
او در فلسفه ذهن و خودآگاهی نیز نظریاتی (همانند نظریه ارک-ار) پیش نهاده‌است. 
پنروز، به‌پاس کشف این‌که «تشکیل سیاه‌چاله، پیش‌بینی قدرت‌مند نظریهٔ نسبیت عام است»، برنده نیمی از نوبل فیزیک ۲۰۲۰ شد.